# Idrottsföreningen Kamraterna Eskilstuna
L'Idrottsföreningen Kamraterna Eskilstuna, meglio noto come IFK Eskilstuna, è una società calcistica svedese con sede nella città di Eskilstuna.
Il club venne fondato il 9 settembre 1897, vanta in bacheca il campionato svedese e la Svenska Mästerskapet del 1921, vittoria colta contro l'IK Sleipner. Nel 1923, invece, perse la finale per il titolo contro l'AIK Stoccolma.
Il Tunavallen, che ospita le partite interne, ha una capacità di 7.800 spettatori.

## Palmarès

### Competizioni nazionali
- Campionato svedese: 1

1921
- Svenska Mästerskapet: 1

1921
- Kamratmästerskapen: 4

1901, 1902, 1917, 1918

### Altri piazzamenti
- Coppa di Svezia:

Semifinalista: 1942
- Kamratmästerskapen:

Finalista: 1907, 1916, 1921